# Александър Баранов (губернатор)
Александър Андреевич Баранов (на руски: Александр Андреевич Баранов) е руски търговец, изследовател и първи губернатор на Руска Америка (1790 – 1818).

## Биография
Роден е на 3 февруари 1746 година в Каргопол, Архангелска губерния, Русия.
Организира и участва в множество експедиции за изследването на тихоокеанското крайбрежие на Северна Америка. Основава множество руски селища в Аляска, в т.ч. Новоархангелск (от 1867 – Ситка). Благодарение на неговата енергия и административни способности установява, а впоследствие разширява, търговски връзки с Калифорния, Хавайските острови и Китай. Слага началото на корабостроенето, медодобивното производство и добива на въглища, строи училища и църкви. През 1812 основава най-южното руско селище в Северна Америка – Форт Рос в Калифорния.
През 1802 получава чин колежки съветник (съответства на чин полковник), който му дава право на потомствен дворянин.
Умира на 16 април 1819 година близо до о-в Ява, Индонезия, на 73-годишна възраст.

## Памет
Неговото име носят:
- връх Баранов – в западната част на остров Сахалин, край Татарския проток;
- езеро Баранов (57°05′ с. ш. 134°52′ з. д. / 57.083333° с. ш. 134.866667° з. д.) – в източната част на остров Баранов, в архипелага Александър, (Аляска);
- залив Александър – на тихоокеанското крайбрежие на Северна Америка;
- нос Баранов – в западната част на остров Сахалин, край Татарския проток;
- остров Баранов (56°57′ с. ш. 134°57′ з. д. / 56.95° с. ш. 134.95° з. д.) – в архипелага Александър, (Аляска);
- остров Баранов (74°27′ с. ш. 84°19′ и. д. / 74.45° с. ш. 84.316667° и. д.) – в шхерите Минин, в Карско море;
- река Баранов (устие, 57°04′ с. ш. 134°54′ з. д. / 57.066667° с. ш. 134.9° з. д.) – в източната част на остров Баранов, в архипелага Александър, (Аляска), вливаща се от запад в езерото Баранов.